# Los Angeles Ice Dogs
Los Angeles Ice Dogs byl profesionální americký klub ledního hokeje, který sídlil v kalifornském městě Los Angeles. V letech 1995–1996 působil v profesionální soutěži International Hockey League. Ice Dogs ve své poslední sezóně v IHL skončily v základní části. Své domácí zápasy odehrával v hale Los Angeles Memorial Sports Arena s kapacitou 14 546 diváků. Klubové barvy byly modrá a bílá.
Klub hrál v soutěži pouze jednu sezonu, poté byl nahrazen klubem Long Beach Ice Dogs.

## Historie
V roce 1995 ukončil spolupráci Mighty Ducks of Anaheim s klubem San Diego Gulls hrajícím v lize International Hockey League. Klub se přesídlil do Los Angeles, Kalifornie a přejmenoval se na Los Angeles Ice Dogs. Ve své první a jediné sezóně dosáhl klub po boku bývalého hráče NHL, trenér John Van Boxmeer obsadil poslední místo v jižní divizi. Po jednom roku se rozhodl majitel přesídlit do Longs Beach v Kalifornii. Klub působil pod novým názvem Long Beach Ice Dogs jedenáct let.

## Výsledky

### Základní část
Zdroj: 
| Sezona  | Zápasy | Výhry | Prohry | Prohry(p.p.) | Body | Góly vstřelené | Góly inkasované | Umístění v divizi | Playoff     |
| ------- | ------ | ----- | ------ | ------------ | ---- | -------------- | --------------- | ----------------- | ----------- |
| 1995-96 | 82     | 32    | 36     | 14           | 78   | 305            | 336             | 5. v Jižní        | Nepostoupil |

## Klubové rekordy

### Celkové
Odehrané zápasy: 82, John Byce
Góly: 39, John Byce
Asistence: 65, Dan Lambert
Body: 115, Dan Lambert
Trestné minuty: 376, Todd Gillingham